# Klinge
En bladklinge eller bare en klinge (også savklinge) er en skarp flad del af mange værktøj eller våben.

## Funktion
Grundlæggende fungerer klingen ved at geare/koncentrere en kraft over på klingens skarpe kant. Denne egenskab deler klingen med andre redskaber, der har skarpe kanter eller er spidse.
En klinge kan grundlæggende set anvendes på flere måder:
- Skærende eller flænsende – med "savende" bevægelser.
- Huggende – en af de skarpe kanter "kastes" ind i objektet og kiler sig derved ind i det.
- Stikkende – klingens spidse ende stikkes ind i objektet.

## Egenskaber
En klinges egenskab til at skære kaldes dens skarphed, som kan øges ved at slibe klingens æg eller ændre på dens geometri f.eks. ved hjælp af takker.
Stærke klinger er damaskeret, hvilket vil sige at metallet er lamineret (typisk stål). Damaskerede klinger har en hård (hærdet) overflade og en blødere kerne hvilket gør klingen hård, men uden at være skør og dermed glasagtig.

## Udformning
Klingen kan have én eller 2 skarpe kanter; æg og kaldes henholdsvis en enægget klinge og en tveægget klinge. En enægget klinge anvendes på en kniv, høvl, sabel, scramasax og machaira. Tveæggede klinger anvendes på sværd, gladius, spatha.
Klingen kan være lige eller krum. Den kan også have en hulslibning der gør at luften lettere kan komme ind, når klingen trækkes ud.

## Tilvirkning
At smede en klinge har gennem tiderne krævet det ypperste af tidens smedekunst. Metallet skal holde sig skarpt og må ikke bøje, men på den anden side må det ikke knække. Derfor udvikledes teknikker til at sammensmede opkullet jern (stål), der er hårdt men skørt, med det blødere smedejern.